# Ley de Biot y Savart

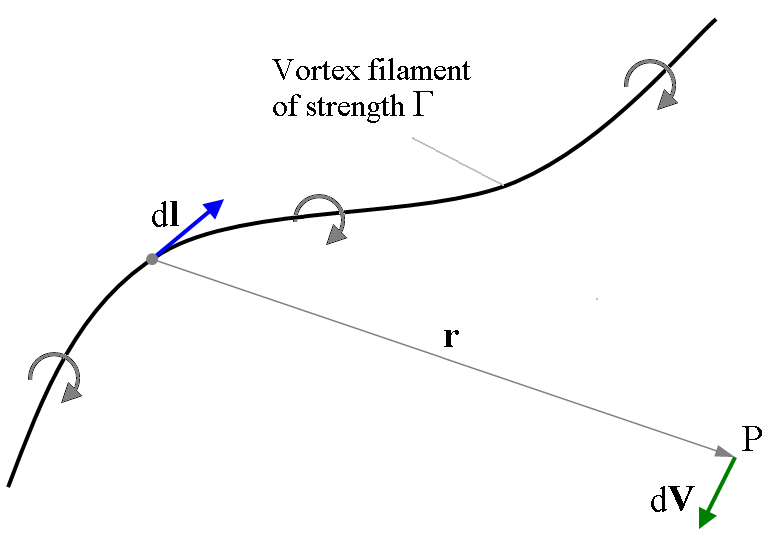
La figura muestra la velocidad inducida en un punto P por un elemento de filamento de vórtice de fuerza.

En física, especialmente en electromagnetismo, la ley de Biot y Savart es una ecuación que describe el campo magnético generado por corrientes eléctricas estacionarias. Relaciona el campo magnético a la magnitud, dirección, longitud y proximidad de una corriente eléctrica. La ley de Biot y Savart es fundamental de la magnetostática, jugando un papel similar al de la ley de Coulomb en la electrostática. Cuando la magnetostática no se aplica, la ley de Biot y Savart deberá ser remplazada por la Ecuación de Jefimenko. La ley es válida en la aproximación magnetostática, y consistente con ambas, la Ley circuital de Ampère y la Ley de Gauss para el magnetismo.

## Etimología
Data de 1820 y es llamada así en honor de los físicos franceses Jean-Baptiste Biot y Félix Savart.

## Descripción
En el caso de las corrientes que circulan por circuitos filiformes (o cerrados), la contribución de un elemento infinitesimal de longitud ({\displaystyle d{\vec {l}}}) del circuito recorrido por una corriente ({\displaystyle I}) crea una contribución elemental de campo magnético, ({\displaystyle d{\vec {B}}}), en el punto situado en la posición que apunta el vector ({\displaystyle {\vec {r}}}) a una distancia ({\displaystyle r}) respecto de ({\displaystyle d{\vec {l}}}), quien apunta en la dirección de la corriente ({\displaystyle I}):
{\displaystyle d{\vec {B}}={\Bigl (}{\frac {\mu _{0}}{4\pi }}{\Bigr )}{\frac {Id{\vec {l}}\times {\hat {r}}}{r^{2}}}}
donde {\displaystyle \mu _{0}} es la permeabilidad magnética del vacío, y {\displaystyle {\hat {r}}} es un vector unitario con la dirección del vector {\displaystyle {\vec {r}}}, es decir, {\displaystyle {\hat {r}}={\frac {\vec {r}}{r}}}.
En el caso de corrientes distribuidas en volúmenes, la contribución de cada elemento de volumen de la distribución, viene dada por:
{\displaystyle d{\vec {B}}={\Bigl (}{\frac {\mu _{0}}{4\pi }}{\Bigr )}{\frac {{\vec {J}}\times {\vec {R}}}{R^{3}}}dv}
donde {\displaystyle {\vec {J}}} es la densidad de corriente en el elemento de volumen {\displaystyle dv\,} y {\displaystyle {\vec {R}}} es la posición relativa del punto en el que se quiere calcular el campo, respecto del elemento de volumen en cuestión.
En ambos casos, el campo final resulta de aplicar el principio de superposición a través de la expresión:
{\displaystyle {\vec {B}}=\int d{\vec {B}}}
En la que la integral se extiende a todo el recinto que contiene las fuentes del campo.

## Ecuación

### Corrientes eléctricas (a lo largo de una curva cerrada / cable)
La Ley de Biot y Savart es utilizada para calcular la resultante magnética ({\displaystyle \mathrm {B} }) en una posición ({\displaystyle \mathrm {r} }) en espacio 3D generada por la corriente flexible ({\displaystyle \mathrm {I} }) (por ejemplo debido a un cable). Una corriente estacionaria es un flujo continuo de cargas, el cual no cambia con el tiempo y la carga tampoco acumula ni se desintegra a ningún punto. La ley es un ejemplo físico de una integral lineal, siendo evaluada sobre un camino ({\displaystyle C}) en el cual la corriente eléctrica fluye (ejemplo el cable). La ecuación en unidades SI es:
| Símbolo                                | Nombre | Fórmula                                                     |
| -------------------------------------- | --- | ----------------------------------------------------------- |
| {\displaystyle \mu _{0}}               | Constante magnética |                                                             |
| {\displaystyle C}                      | Camino cuya magnitud es la longitud del elemento diferencial del cable en la dirección de la corriente convencional                                                           |                                                             |
| {\displaystyle \ell }                  | Punto en el camino ({\displaystyle C}) |                                                             |
| {\displaystyle d{\boldsymbol {\ell }}} | Vector a lo largo de ({\displaystyle C}) |                                                             |
| {\displaystyle \mathbf {r'} }          | Vector de desplazamiento total desde el elemento cable ({\displaystyle d\ell }) en el punto ({\displaystyle \ell }) al punto en que el campo es calculado ({\displaystyle r}) | {\displaystyle \mathbf {r'} =\mathbf {r} -\mathbf {\ell } } |

Alternativamente:
| Símbolo                                | Nombre                                             |
| -------------------------------------- | -------------------------------------------------- |
| {\displaystyle \mathbf {{\hat {r}}'} } | Vector unitario de ({\displaystyle \mathbf {r'} }) |

Los símbolos en negrita denotan cantidades vectoriales.
La integral es usualmente alrededor de una curva cerrada, ya que la corriente eléctrica estacionaria puede solamente fluir alrededor de caminos cerrados cuando son cerrados. Sin embargo, la ley también se aplica a cables infinitamente largos (este concepto fue utilizado en la definición de unidades SI de corriente eléctrica - el Amperio - hasta el 20 de mayo del 2019).
Para aplicar la ecuación, el punto en el espacio donde el campo magnético se calculará es escogido arbitrariamente ({\displaystyle \mathbf {r} }). Sosteniendo ese punto fijo, la línea integral sobre el camino de la corriente eléctrica es calculado para encontrar el campo magnético total a ese punto. La aplicación de esta ley implícitamente se basa en el principio de superposición para campos magnéticos, ejemplo: el hecho de que el campo magnético es una suma vectorial del campo creado por cada sección infinitesimal del cable individual.
Por ejemplo, considere el campo magnético de un bucle de radio ({\displaystyle R}) que lleva una corriente ({\displaystyle I}). Para un punto a distancia ({\displaystyle x}) a lo largo de la línea central del bucle, el vector de campo magnético a ese punto es:
| Símbolo                               | Nombre                                                                                                  |
| ------------------------------------- | --- |
| {\displaystyle {\hat {\mathbf {x} }}} | Vector unitario a lo largo de la línea de centro del bucle (y el bucle es tomado centrado en el origen) |

Bucles tales como los descritos aparecen en dispositivos como la bobina Helmholtz, el solenoide y el sistema de propulsión de nave espacial Magsail. El cálculo de campo magnético en puntos lejos de la línea de centro requieren matemáticas más complejas que involucran integrales elípticas que requieren soluciones numéricas o aproximaciones.
También hay versiones de 2D de la ecuación de Biot y Savart, utilizadas cuando las fuentes son invariantes en una dirección. En general, la corriente necesaria no fluye únicamente en un plano normal a la dirección invariante y está dada por ({\displaystyle \mathbf {J} }, densidad de corriente). La fórmula resultante es:
{\displaystyle \mathbf {B} (\mathbf {r} )={\frac {\mu _{0}}{2\pi }}\int _{C}\ {\frac {(\mathbf {J} \ d\ell )\times \mathbf {r} '}{|\mathbf {r} '|}}={\frac {\mu _{0}}{2\pi }}\int _{C}\ (\mathbf {J} \ d\ell )\times \mathbf {{\hat {r}}'} }

### Densidad de corriente eléctrica (a través de volumen conductor)
La formulación dada arriba trabaja bien cuando la corriente puede ser aproximada como que corre a través de un cable infinitamente estrecho. Si el conductor tiene algún espesor, la formulación propia de la Ley de Biot y Savart (de nuevo en unidades SI) es:
| Símbolo                       | Nombre                                                                        | Unidad |
| ----------------------------- | ----------------------------------------------------------------------------- | ------ |
| {\displaystyle r}             | Volumen de elemento                                                           |        |
| {\displaystyle \mathbf {r} '} | Vector desde ({\displaystyle dV}) al punto de observación ({\displaystyle r}) |        |
| {\displaystyle \mathbf {J} }  | Vector de densidad de corriente en ese volumen                                | A / m2 |

En términos de vector unitario ({\displaystyle \mathbf {{\hat {r}}'} }):
{\displaystyle \mathbf {B} (\mathbf {r} )={\frac {\mu _{0}}{4\pi }}\iiint _{V}\ dV{\frac {\mathbf {J} \times \mathbf {{\hat {r}}'} }{|\mathbf {r} '|^{2}}}}

### Corriente constante uniforme
En el caso especial de una corriente constante uniforme ({\displaystyle I}), el campo magnético ({\displaystyle \mathbf {B} }) es:
{\displaystyle \mathbf {B} (\mathbf {r} )={\frac {\mu _{0}}{4\pi }}I\int _{C}{\frac {d{\boldsymbol {\ell }}\times \mathbf {r'} }{|\mathbf {r'} |^{3}}}}
Ejemplo, la corriente puede ser extraída de la integral.

### Carga puntual a velocidad constate
En el caso de un punto de partícula cargada ({\displaystyle q}) moviéndose a velocidad constante ({\displaystyle v}), las Ecuaciones de Maxwell dan la siguiente expresión para el campo eléctrico y campo magnético:
| Símbolo                                | Nombre |
| -------------------------------------- | --- |
| {\displaystyle \mathbf {{\hat {r}}'} } | Vector unitario apuntando desde la posición de corriente (no atrasada) de la partícula al punto en el cual el campo está siendo medido |
| {\displaystyle \theta }                | Ángulo entre ({\displaystyle \mathbf {v} }) y ({\displaystyle \mathbf {r} '})                                                          |

Cuando ({\displaystyle v^{2}\ll c^{2}}), el campo eléctrico y campo magnético puede ser aproximado como:
{\displaystyle \mathbf {E} ={\frac {q}{4\pi \varepsilon _{0}}}\ {\frac {\mathbf {{\hat {r}}'} }{|\mathbf {r} '|^{2}}}}
{\displaystyle \mathbf {B} ={\frac {\mu _{0}q}{4\pi }}\mathbf {v} \times {\frac {\mathbf {{\hat {r}}'} }{|\mathbf {r} '|^{2}}}}
Estas ecuaciones fueron, primeramente, deducidas por Oliver Heaviside en 1888. Algunos autores llaman a la ecuación de arriba para ({\displaystyle \mathbf {B} }) la "Ley de Biot y Savart para una carga puntual" debido a su cercana apariencia a la Ley de Biot y Savart estándar. Sin embargo, este lenguaje es mal dicho, ya que la Ley de Biot y Savart, solamente, se aplica a corrientes estacionarias y una carga puntual moviéndose en el espacio no constituye un corriente estacionaria.

## Aplicaciones de respuesta magnética
La Ley de Biot y Savart puede ser utilizada en el cálculo de respuesta magnética aún en el nivel atómico o molecular, por ejemplo, en desplazamiento químico o susceptibilidad magnética, provistos en que la densidad de corriente puede ser obtenida a partir de cálculos de mecánica cuántica o teoría.

## Aplicaciones aerodinámicas
La Ley de Biot y Savart, también, es utilizada en teoría aerodinámica para calcular la velocidad inducida en líneas de vórtice.
En la aplicación de aerodinámica, los papeles de vorticidad y corriente puede ser derivada en comparación a la aplicación magnética.
En el documento de Maxwell de 1861: "On Physical Lines of Force", la fuerza del campo magnético ({\displaystyle \mathbf {H} }) fue equiparada, directamente, con la vorticidad pura (spin), mientras que ({\displaystyle \mathbf {B} }) era un vorticidad ponderada que fue ponderada por la densidad del mar de vórtice. Maxwell consideraba a la permeabilidad magnética ({\displaystyle \mu }) estar medida de la densidad del mar de vórtice. De ahí la relación.

### Corriente de inducción magnética
{\displaystyle \mathbf {B} =\mu \mathbf {H} }
Fue esencialmente una analogía rotacional a la relación de corriente eléctrica lineal.

### Corriente de convección eléctrica
| Símbolo               | Nombre                      |
| --------------------- | --------------------------- |
| {\displaystyle \rho } | Densidad de carga eléctrica |

({\displaystyle \mathbf {B} }) ha sido visto como una especie de corriente magnética de vórtices alineados en sus planos axiales, con ({\displaystyle \mathbf {H} }) siendo la velocidad circunferencial de los vórtices.
La ecuación de la corriente eléctrica puede ser vista como la corriente convectiva de carga eléctrica que implica movimiento lineal. Por analogía, la ecuación magnética es una corriente implica spin. No hay movimiento lineal en la corriente inductiva a lo largo de la dirección del vector ({\displaystyle \mathbf {B} }). La corriente inductiva magnética representa líneas de fuerza. En particular, representa líneas de ley de fuerza inversa al cuadrado.
En aerodinámica las corrientes de aire inducidas desde anillos solenoidales alrededor de un eje de vórtice. Análogamente, se puede hacer que el eje de vórtice está jugando el papel que una corriente eléctrica juega en magnetismo. Esto pone la corriente de aire de aerodinámica (campo de velocidad de fluido) en el papel equivalente de vector de inducción magnética ({\displaystyle \mathbf {B} }) en electromagnetismo.
En electromagnetismo, las líneas ({\displaystyle \mathbf {B} }) forman anillos solenoidales alrededor de la corriente eléctrica fuente, mientras que en aerodinámica, las corrientes de aire (velocidad) desde anillos solenoidales alrededor de ejes de vórtice fuente.
Entonces, en electromagnetismo, el vórtice juega un papel de "efecto", mientras que en aerodinámica, el vórtice juega el papel de "causa". Aún, cuando vemos a las líneas ({\displaystyle \mathbf {B} }) aisladamente, vemos exactamente el escenario aerodinámico hasta el punto como ({\displaystyle \mathbf {B} }) es el eje vórtice y ({\displaystyle \mathbf {H} }) es la velocidad circunferencial como en el documento de Maxwell de 1861.
En dos dimensiones, para una línea de vórtice de longitud infinita, la velocidad inducida a un punto está dada por:
| Símbolo                 | Nombre                                                       |
| ----------------------- | ------------------------------------------------------------ |
| {\displaystyle \Gamma } | Fuerza del vórtice                                           |
| {\displaystyle r}       | Distancia perpendicular entre el punto y la línea de vórtice |

Esto es similar al campo magnético producido en un plano por un cable recto delgado infinitamente largo normal al plano.
Este es un caso limitante de la fórmula para los segmentos de vórtice de longitud finita (similar al cable finito):
| Símbolo                              | Nombre                                                               |
| ------------------------------------ | -------------------------------------------------------------------- |
| {\displaystyle A}, {\displaystyle B} | Ángulos (con signo) entre la línea y los dos extremos de un segmento |

## Ley de Biot y Savart, Ley circuital de Ampère, y Ley de Gauss para magnetismo
En una situación magnetostática, el campo magnético ({\displaystyle \mathbf {B} }) tal como se calcula desde la Ley de Biot y Savart, satisface siempre la Ley de Gauss para el magnetismo y la Ley de Ampère.
Deducción
Utilizando la regla de producto de rizos, tanto como el hecho de que ({\displaystyle \mathbf {J} }) no depende de ({\displaystyle \mathbf {r} })
|           | Ley de Biot y Savart | |
| --------- | --- | --- |
| Ecua.     | {\displaystyle \mathbf {B} (\mathbf {r} )={\frac {\mu _{0}}{4\pi }}\iiint _{V}d^{3}l\mathbf {J} (\mathbf {l} )\times {\frac {\mathbf {r} -\mathbf {l} }{\|\mathbf {r} -\mathbf {l} \|^{3}}}}       | {\displaystyle {\frac {\mathbf {r} -\mathbf {l} }{\|\mathbf {r} -\mathbf {l} \|^{3}}}=-\nabla \left({\frac {1}{\|\mathbf {r} -\mathbf {l} \|}}\right)}                                             |
| Sustitu.  | {\displaystyle \mathbf {B} (\mathbf {r} )={\frac {\mu _{0}}{4\pi }}\iiint _{V}d^{3}l\mathbf {J} (\mathbf {l} )\times \left[-\nabla \left({\frac {1}{\|\mathbf {r} -\mathbf {l} \|}}\right)\right]} | {\displaystyle \mathbf {B} (\mathbf {r} )={\frac {\mu _{0}}{4\pi }}\iiint _{V}d^{3}l\mathbf {J} (\mathbf {l} )\times \left[-\nabla \left({\frac {1}{\|\mathbf {r} -\mathbf {l} \|}}\right)\right]} |
| Simplifi. | {\displaystyle \mathbf {B} (\mathbf {r} )={\frac {\mu _{0}}{4\pi }}\nabla \times \iiint _{V}d^{3}l{\frac {\mathbf {J} (\mathbf {l} )}{\|\mathbf {r} -\mathbf {l} \|}}}                             | {\displaystyle \mathbf {B} (\mathbf {r} )={\frac {\mu _{0}}{4\pi }}\nabla \times \iiint _{V}d^{3}l{\frac {\mathbf {J} (\mathbf {l} )}{\|\mathbf {r} -\mathbf {l} \|}}}                             |

Ya que la divergencia de un rizo es siempre cero, esto establece la Ley de Gauss para el magnetismo. Siguiente, tomando el rizo en ambos lados, utilizando la fórmula para el rizo de un rizo, y de nuevo utilizando el hecho de que () no depende de (), eventualmente llegamos al resultado:{\displaystyle \nabla \times \mathbf {B} ={\frac {\mu _{0}}{4\pi }}\nabla \iiint _{V}d^{3}l\mathbf {J} (\mathbf {l} )\cdot \nabla \left({\frac {1}{|\mathbf {r} -\mathbf {l} |}}\right)-{\frac {\mu _{0}}{4\pi }}\iiint _{V}d^{3}l\mathbf {J} (\mathbf {l} )\nabla ^{2}\left({\frac {1}{|\mathbf {r} -\mathbf {l} |}}\right)}Finalmente, conectando la relaciones:
{\displaystyle \nabla \left({\frac {1}{|\mathbf {r} -\mathbf {l} |}}\right)=-\nabla _{l}\left({\frac {1}{|\mathbf {r} -\mathbf {l} |}}\right)}
{\displaystyle \nabla ^{2}\left({\frac {1}{|\mathbf {r} -\mathbf {l} |}}\right)=-4\pi \delta (\mathbf {r} -\mathbf {l} )}
(donde ({\displaystyle \delta }) es la función delta de Dirac), utilizando el hecho de que la divergencia de ({\displaystyle \mathbf {J} }) es cero (debido a la suposición de magnetoestática), y realizando una integración por partes, el resultado llega a ser:
{\displaystyle \nabla \times \mathbf {B} =\mu _{0}\mathbf {J} }
Por ejemplo, la Ley de Ampère. (Debido a la suposición de magnetoestática, ({\displaystyle \partial \mathbf {E} /\partial t=\mathbf {0} }), así ahí no hay extra término de desplazamiento de corriente en la Ley de Ampère.)
En una situación no - magnetoestática, la Ley de Biot y Savart cesa de ser verdadera (se supone por las ecuaciones de Jefimenko), mientras la Ley de Gauss para el magnetismo y la Ley de Maxwell-Ampère, aún siguen siendo verdaderas.

## Fondo Teórico
Inicialmente, la Ley de Biot y Savart fue descubierta experimentalmente, cuando esta ley fue deducida en diferentes formas teóricamente. En la "The Feynman Lectures on Physics", primero, la similitud de expresiones para el potencial eléctrico fuera de la distribución estática de cargas y el vector magnético potencial fuera del sistema de corrientes distribuidas continuamente es enfatizado, y entonces el campo magnético es calculado a través de rizos desde el vector potencial. Otra aproximación involucra una solución general de la ecuación de onda inhomogena para el vector potencial en el caso de corrientes constantes. El campo magnético puede también ser calculado como una consecuencia de la Transformación de Lorentz para la fuerza electromagnética actuando desde una partícula cargada en otra partícula. Otras dos formas de deducción de la Ley de Biot y Savart incluyen:
1. Transformación de Lorentz de las componentes del tensor electromagnético desde un marco de referencia móvil, donde hay solo un campo eléctrico de alguna distribución de cargas, en un marco de referencia estacionario, en el cual estas cargas se mueven.
2. El uso del método de potenciales retardados.

## Ley de Biot-Savart generalizada
En una aproximación magnetostática, el campo magnético puede ser determinado si se conoce la densidad de corriente j:
{\displaystyle \mathbf {B} =K_{m}\int {{\frac {\mathbf {j} \times \mathbf {\hat {r}} }{r^{2}}}dV}}
siendo:
- {\displaystyle \ dV} es el elemento diferencial de volumen.
- {\displaystyle K_{m}={\frac {\mu _{0}}{4\pi }}} es la constante magnética.

## Divergencia y rotacional del campo magnético a partir de la ley de Biot y Savart
La divergencia y rotacional de un campo magnético estacionario puede hallarse por simple aplicación de tales operadores a la ley de Biot y Savart

### Divergencia
Aplicando el operador nabla a la expresión, se tiene:
{\displaystyle \nabla \cdot \mathbf {B} ={\frac {\mu _{0}}{4\pi }}\int _{V}\nabla \cdot \left(\mathbf {J} \times {\frac {\mathbf {\hat {r}} }{r^{2}}}\right)\ dV'}
Dado que la divergencia se aplica en un punto de evaluación del campo independiente de la integración de {\displaystyle \mathbf {J} } en todo el volumen, el operador no afecta a {\displaystyle \mathbf {J} }. Aplicando la correspondiente identidad vectorial:
{\displaystyle \nabla \cdot \mathbf {B} =-{\frac {\mu _{0}}{4\pi }}\int _{V}\mathbf {J} \cdot \left[\nabla \times \nabla \left({\frac {1}{r}}\right)\right]\ dV'}
Dado que:
{\displaystyle \nabla \times \nabla \left({\frac {1}{r}}\right)=0}
se tiene:
{\displaystyle \nabla \cdot \mathbf {B} =0}

### Rotacional
Aplicando el operador rotacional tenemos:
{\displaystyle \nabla \times \mathbf {B} ={\frac {\mu _{0}}{4\pi }}\int _{V}\nabla \times \left(\mathbf {J} \times {\frac {\mathbf {\hat {r}} }{r^{2}}}\right)dV'}
Al igual que ocurría en la divergencia, el operador no afecta a {\displaystyle \mathbf {J} } ya que sus coordenadas son las del dominio de integración y no las del punto de evaluación del rotacional. Aplicando la correspondiente identidad vectorial y conociendo que {\displaystyle \nabla \cdot {\frac {\mathbf {\hat {r}} }{r^{2}}}=4\pi \delta (r)}
{\displaystyle \nabla \times \mathbf {B} ={\frac {\mu _{0}}{4\pi }}\int _{V}\mathbf {J} \cdot \left(\nabla \cdot {\frac {\mathbf {\hat {r}} }{r^{2}}}\right)\ dV'=\mu _{0}\int _{V}\mathbf {J} \ \delta (r)\ dV'}
Realizando la integración se obtiene finalmente:
{\displaystyle \nabla \times \mathbf {B} =\mu _{0}\cdot \mathbf {J} }
Nótese que el resultado anterior sólo es válido para campos magnéticos estacionarios. Si el campo magnético no fuese estacionario aparecería aparte el término debido a la corriente de desplazamiento.